# Dulee Johnson
Dulee Johnson (* 7. November 1984 in Monrovia) ist ein liberianischer ehemaliger Fußballspieler. Der Mittelfeldspieler bestritt den größten Teil seiner Karriere in Schweden.

## Werdegang
Johnson kam während des Gothia Cup 1998 erstmals nach Schweden. Zunächst kehrte er anschließend in sein Heimatland zurück, wechselte aber 2000 zum schwedischen Klub Floda BoIF. An der Seite seines Landsmanns Jimmy Dixon spielte er für den unterklassig antretenden Verein und erzielte 16 Saisontore.
Johnson wechselte daraufhin in die Allsvenskan zu BK Häcken. Mit dem Klub stieg er am Ende der Erstliga-Spielzeit 2001 in die Superettan ab. An der Seite von Johan Lind, Dioh Williams, Tuomas Uusimäki und dem mittlerweile ebenfalls zu BK Häcken gewechselten Jimmy Dixon verpasste er mit der Mannschaft als Tabellenvierter lediglich aufgrund des schlechteren Torverhältnisses gegenüber dem Ortsrivalen Västra Frölunda IF den Relegationsplatz zur Allsvenskan. Im selben Jahr nahm er mit der von George Weah angeleiteten Landesauswahl an der Afrikameisterschaft 2002 in Mali teil. Hatte er mit dem Klub im folgenden Jahr in der Relegationsrunde gegen GIF Sundsvall den Aufstieg in die erste Liga verpasst, gelang in der Spielzeit 2004 unter Trainer Jörgen Lennartsson als Tabellen-Erster die Erstliga-Rückkehr.
Nach einer Spielzeit für BK Häcken in der schwedischen Eliteserie wechselte Johnson Anfang 2006 zu AIK und unterschrieb einen Drei-Jahres-Kontrakt. Als Stammspieler im offensiven Mittelfeld des Klubs erreichte er mit seinem neuen Klub in der Spielzeit 2006 die Vizemeisterschaft hinter IF Elfsborg. Auch in den folgenden Jahren war er Stammspieler, ehe er im Sommer 2008 seinen Abschied vom Klub bekannt gab, um sich weiterentwickeln zu können, und nach Israel zu Maccabi Tel Aviv wechselte. Zwar gewann er mit dem Klub den Ligapokal von Israel, blieb aber nur eine Spielzeit in Israel.
Im Juni 2009 gab Johnson seine Rückkehr zu AIK bekannt, bei dem er einen Vertrag mit zweieinhalb Jahren Laufzeit unterzeichnete. Mit zwei Toren in 15 Spielen bis zum Ende der Spielzeit 2009 trug er an der Seite von Daniel Tjernström, Antônio Flávio, Nils-Eric Johansson und Kenny Pavey zum Gewinn des Lennart-Johansson-Pokals für den schwedischen Landesmeister bei. Unter Trainer Mikael Stahre stand er zudem im Endspiel um den schwedischen Landespokal, das gegen IFK Göteborg gewonnen wurde. 
Im Laufe des Jahres 2010 kam es um Johnson immer wieder zu Abwanderungsgerüchten, da ihn Trainer Alex Miller unregelmäßig einsetzte. Hatte er im Juli des Jahres diese Meldungen noch dementiert und sein Bleiben bei AIK klargestellt, ließ er sich kurz vor Ende der Sommertransferperiode im August zitieren, dass er am liebsten vom Klub verliehen oder verkauft werden würde. Er blieb jedoch dem Klub treu und erkämpfte sich Mitte September einen Stammplatz. Im Oktober bezichtigte die Staatsanwaltschaft ihn der Vergewaltigung – im Mai des Jahres habe er eine 22-jährige Frau vergewaltigt –, woraufhin der Klub ihn nicht zuletzt wegen des Drucks des Hauptsponsors Åbro nach der Verhaftung suspendierte. Nach längeren Verhandlungen mit den Vertretern des Spielers trennte sich der Klub Anfang Dezember von Johnson.
Im Januar 2011 unterzeichnete Johnson einen Kontrakt beim griechischen Zweitligisten Panetolikos mit Vertragslaufzeit bis Sommer 2012. Im Sommer 2011 wechselte er jedoch bereits erneut und schloss sich dem niederländischen Ehrendivisionär De Graafschap an. Der Vertrag wurde vom Verein am 4. Oktober 2011 aufgelöst. Er war in der kurzen Zeit bereits mehrmals durch Fehlverhalten aufgefallen, zuletzt dadurch, dass er nach einem Autounfall einen Atemtest verweigerte. Im Juli 2012 schloss Johnson einen Zweijahresvertrag beim südafrikanischen AmaZulu FC aus Durban ab. Doch auch hier wurde er nach weniger als fünf Monaten und nur sechs Einsätzen im November 2012 vorzeitig entlassen; der Verein gab einen „Vertragsbruch seitens des Spielers“ als Grund an, ohne sich zu Einzelheiten zu äußern.